# Von Karman Institut für Strömungsmechanik
Das Von Karman Institut für Strömungsmechanik (VKI, engl. von Karman Institute for Fluid Dynamics) ist eine internationale gemeinnützige Bildungs- und Wissenschaftsorganisation, die sich besonders der Forschung auf dem Gebiet der Strömungsmechanik verschrieben hat und dieses Fachgebiet fördert. Die Forschung bezieht sich auf experimentelle und theoretische Aspekte von Gas- und Flüssigkeitsströmungen. Das VKI wurde 1956 gegründet und befindet sich in Sint-Genesius-Rode, Belgien.

## Bereiche
Das VKI gliedert sich in folgende drei Bereiche:
- Luft- und Raumfahrttechnik
- Umwelt und angewandte Strömungsmechanik
- Turbomaschinen und Antriebe

## Geschichte
Im Jahr 1956 wurde das VKI in den Gebäuden des luftfahrttechnischen Labors der belgischen zivilen Luftfahrtbehörde Administration de l'Aéronautique gegründet. Bis zu seinem Tod im Jahr 1963 war der Namensgeber des Instituts, Theodore von Kármán, der erste Institutsleiter.

## Finanzierung
Die Finanzierung wird von zwölf Ländern, darunter Belgien und Vertragsforschungsaktivitäten zur Verfügung gestellt. Auftraggeber und Sponsoren sind staatliche und internationale Organisationen sowie die Industrie.

## Ausbildung
Das VKI bietet eine postgraduale Ausbildung in der Strömungsmechanik an (Research Master in Fluiddynamik, ein Doktorandenprogramm, kurze Trainingsprogramme und Vorlesungen).

## Mitarbeiter
Das VKI hat eine Stammbelegschaft von etwa 100 Personen, darunter 21 Forschungsingenieure und 16 Professoren. Neben den ständigen Mitarbeitern sind etwa 190 Studenten und befristet beschäftigte Wissenschaftler in den verschiedenen akademischen Programmen beteiligt.

## Forschungseinrichtungen
Das VKI betreibt etwa fünfzig verschiedene Windkanäle, Turbomaschinen und andere spezielle Testanlagen.